# Trentepohlia (Paramongoma) calliope
Trentepohlia (Paramongoma) calliope is een tweevleugelige uit de familie steltmuggen (Limoniidae). De soort komt voor in het Neotropisch gebied.